# Wonsan Airport
Wonsan Airport (koreanska: 원산공항) är en flygplats i Nordkorea.   Den ligger i provinsen Kangwŏn-do, i den centrala delen av landet, 150 km öster om huvudstaden Pyongyang. Wonsan Airport ligger 3 meter över havet.
Terrängen runt Wonsan Airport är platt åt nordost, men åt sydväst är den kuperad. Havet är nära Wonsan Airport åt nordost. Runt Wonsan Airport är det ganska tätbefolkat, med 166 invånare per kvadratkilometer. Närmaste större samhälle är Wonsan, 4,0 km väster om Wonsan Airport. 